# MEMRB
MEMRB este o companie cipriotă care furnizează informații despre vânzările retail pentru diverse categorii de produse de consum. Compania monitorizează mișcările prin lanțurile de retail și oferă posibilitatea evaluării performanței mărcilor și categoriilor de produse. Compania a fost înființată în 1971, are sediul în Nicosia, Cipru și oferă servicii de studiu de piață în 32 de țări din Europa Centrală, Europa de Est, Orientul Mijlociu și Africa.
Compania este prezentă în România din anul 1994 și are în prezent (noiembrie 2008) 270 de angajați și se numără printre cei mai mari cinci jucători pe piața locală de market research.